# زنان (مجلة)
مجلة زنان (زنان معناها «النساء» في اللغة العربية) هي مجلة تصدر في إيران شهريًا، و معنية بشؤون المرأة. وتُعد هي المجلة الفارسية الوحيدة المعنية بشؤون المرأة في إيران. وتوقفت «زنان» عن الصدور عام 2008، لكن تم استئناف صدورها في 29 مايو 2014.
وفي سبتمبر 2014، اتهمت محكمة الصحافة الإيرانية التي تُعد جزءًا من المحكمة الثورية الإيرانية، مؤسستها ومحررتها، شهلا شاركت، بتعزيز وجهات نظر «مهجورة» وغير إسلامية. وفي أبريل 2015، تم إيقاف المجلة مرة أخرى.

## تاريخها
أسست الصحفية الإيرانية، شهلا شركت، مجلة «زنان» عام 1992، واستمر إصدارها كمجلة شهرية تُعنى بقضايا حقوق المرأة لمدة 16عامًا، صدر خلالها 152 عددًا.
وركزت زنان على اهتمامات المرأة الإيرانية من منظور إسلامي بقصد حماية وتعزيز هذه الحقوق. ومع ذلك، تعرضت المجلة الشهرية للسياسة عندما غطت موضوعاتها إصلاح السياسات، والعنف الأسري، والجنس. وشملت موضوعاتها قضايا مثيرة للجدل تنوعت من العنف الأسري إلى جراحة التجميل. وناقشت المجلة قضايا المساواة التي نص عليها الإسلام بين الرجل والمرأة، وإساءة مبغضو المرأة لفهم الدين والتعامل معه. وتزعمت أسرة تحرير مجلة «زنان»: مهرانجيز كار، و شهلا احجي، وشهلا شركت، المناقشات حول قضايا حقوق المرأة والإصلاحات المطلوبة. ورغم أن القيادة الإيرانية لم تستجيب، لكن لأول مرة منذ الثورة الإيرانية لم يتم إسكات الحركة.
وفي يناير 2008، في عهد الرئيس محمود أحمدي نجاد، أغلقت مجلة «زنان» حيث سحبت السلطات الإيرانية ترخيصها بدعوى تهديدها لسلامة المجتمع الإيراني فكريًا ونفسيًا.

## عودة إصدار «زنان» ومنع إصدارها مرة أخرى
تم إعادة إصدار مجلة «زنان» في يناير 2014، بنفس هيئة مؤسسيها ، لكن مع تغيير اسمها إلى «زنان إمروز (المرأة اليوم)»، في نسخة مطبوعة وإلكترونية.
وفي سبتمبر 2014، تم اتهام شهلا شركت، رئيس تحرير المجلة بنشر صور لنساء استخدمن «كأشياء» على نحو يخالف قوانين الرقابة على المطبوعات.
وفي أوائل 2015، تم حجب المجلة بعد صدور عددها العاشر. وذكرت لجنة الرقابة على الصحافة في إيران أن محتوى المجلة كان «منافيًا للعفة العامة استنادًا إلى المادة 6، بند 2 من قانون الصحافة». وارتبطت التهم الموجهة لشيلا شركت، وقرار إيقاف المجلة بعددها الخاص الذي ناقش الجوانب المتعددة لما يسمى «بالزواج الأبيض» في إيران. وهي الظاهرة التي يستنكر ممارستها المرشد الأعلى للجمهورية الإسلامية، آية الله علي خامنئي. وقد تناولت الصحافة الدولية هذا العدد، ونشرت هيئة الإذاعة البريطانية(بي بي سي) مقالًا تناول التغطية التي عرضتها مجلة زنان وناقش ظاهرة «الزواج الأبيض».